# Chichiș
Chichiș [ˈciciʃ] (ungarisch Kökös) ist eine Gemeinde im Kreis Covasna in der Region Siebenbürgen in Rumänien.

## Geographische Lage

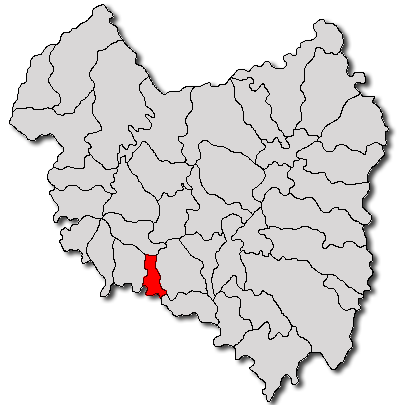
Lage der Gemeinde Chichiș im Kreis Covasna

Die Gemeinde Chichiș liegt südöstlich des Siebenbürgischen Beckens in der Kronstädter Senke (Depresiunea Brașovului) im historischen Szeklerland. Im Südwesten des Kreises Covasna am Fluss Râul Negru (Schwarzbach) befindet sich Chichiș an der Mündung der Nationalstraße Drum național 12 in den Drum național 11 und der Bahnstrecke Brașov–Sfântu Gheorghe–Târgu Secuiesc 12 Kilometer südlich von der Kreishauptstadt Sfântu Gheorghe (Sankt Georgen) entfernt.

## Geschichte
Der Ort Chichiș wurde erstmals 1461 urkundlich erwähnt.
Nach Angaben des Archäologen Zoltán Székely deuten archäologische Funde auf dem Areal, von den Einheimischen genannt După anini (ungarisch Egermege; zu deutsch Hinter den Erlen) in die Urgeschichte. Funde aus der Bronze- und der Römerzeit befinden sich im Muzeul Național Secuiesc (Szekler National Museum) in der Kreishauptstadt Sfântu Gheorghe.
Zur Zeit des Königreichs Ungarn gehörte Chichiș dem Stuhlbezirk Sepsi in der Gespanschaft Háromszék (rumänisch Comitatul Trei-Scaune). Anschließend gehörte Micfalău dem historischen Kreis Trei-Scaune (deutsch Drei Stühle) und ab 1950 dem heutigen Kreis Covasna an.
Im Gemeindezentrum waren 2014 78 % der Haushalte an das Trink- und etwa 70 % an das Abwassernetz angeschlossen. Da die Kanalisation in schlechtem Zustand war, hatten die meisten Haushalte ihre eigenen Sickergruben. Im eingemeindete Dorf Băcel (ungarisch Kökösbácstelek) war sowohl kein Trink- als auch kein Abwassernetz vorhanden.

## Bevölkerung
Die Bevölkerung der Gemeinde Chichiș entwickelte sich wie folgt:
| 1850 | 881   | 318 | 541   | - | 22           |
| 1930 | 1.859 | 965 | 888   | 6 | -            |
| 1966 | 2.135 | 930 | 1.198 | 4 | 3            |
| 2002 | 1.697 | 812 | 864   | - | 21           |
| 2011 | 1.537 | 579 | 818   | 2 | 138 (Roma 9) |
| 2021 | 1.540 | 688 | 779   | 2 | 71 (Roma 2)  |

Seit 1850 wurde auf dem Gebiet der heutigen Gemeinde die höchste Einwohnerzahl 1966 ermittelt. Die höchste Anzahl der Magyaren (1.310) und die der Rumäniendeutschen (8) wurden 1941, die der Rumänen 1930 und die der Roma (22) 1850 registriert.

## Sehenswürdigkeiten
- Laut dem Verzeichnis historischer Denkmäler des Ministeriums für Kultur und nationales Erbe (Ministerul Culturii și Patrimoniului Național) steht im Gemeindezentrum die unitarische Kirche, im 13. Jahrhundert errichtet und 1716 erneuert[8] und sechs Holzhäuser in Kirchennähe unter Denkmalschutz.[9]
- Im Gemeindezentrum die Holzkirche Sf. Petru și Pavel 1740,[10] die reformierte Kirche, 1799[11] errichtet und das Holzhaus des orthodoxen Pfarrers, stehen unter Denkmalschutz.[9]

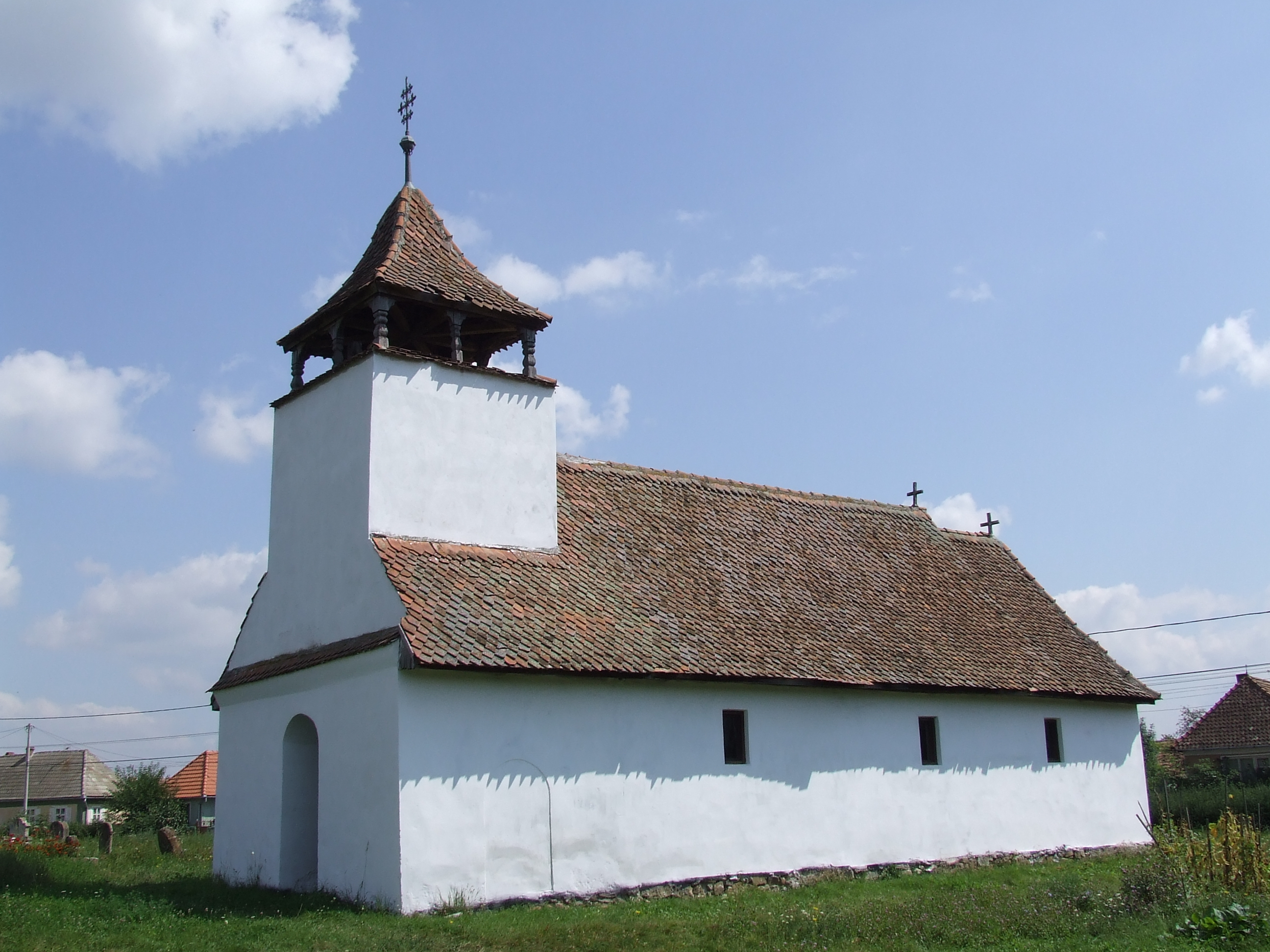
Holzkirche
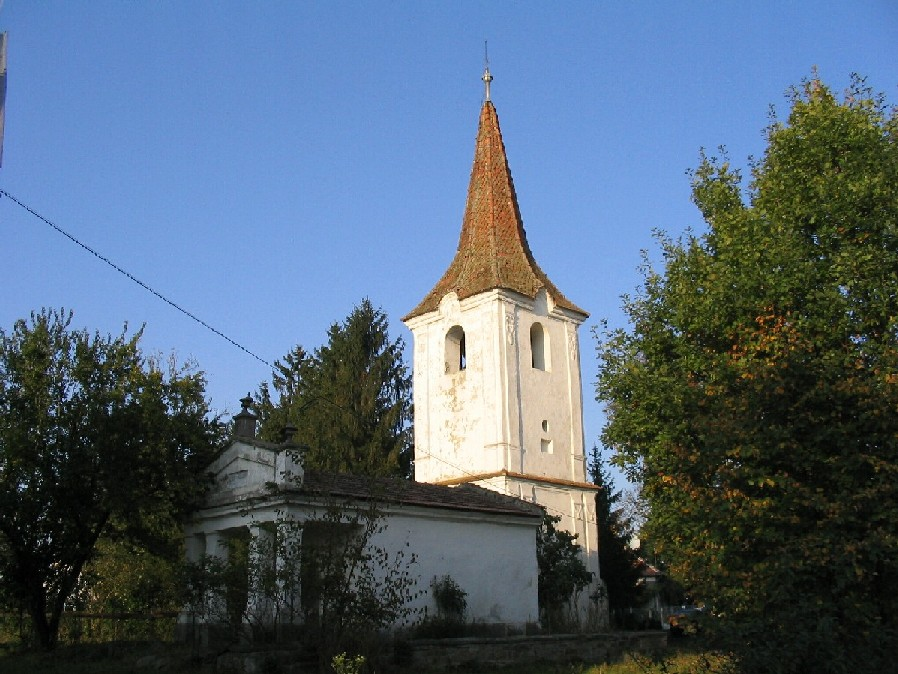
Unitarische Kirche
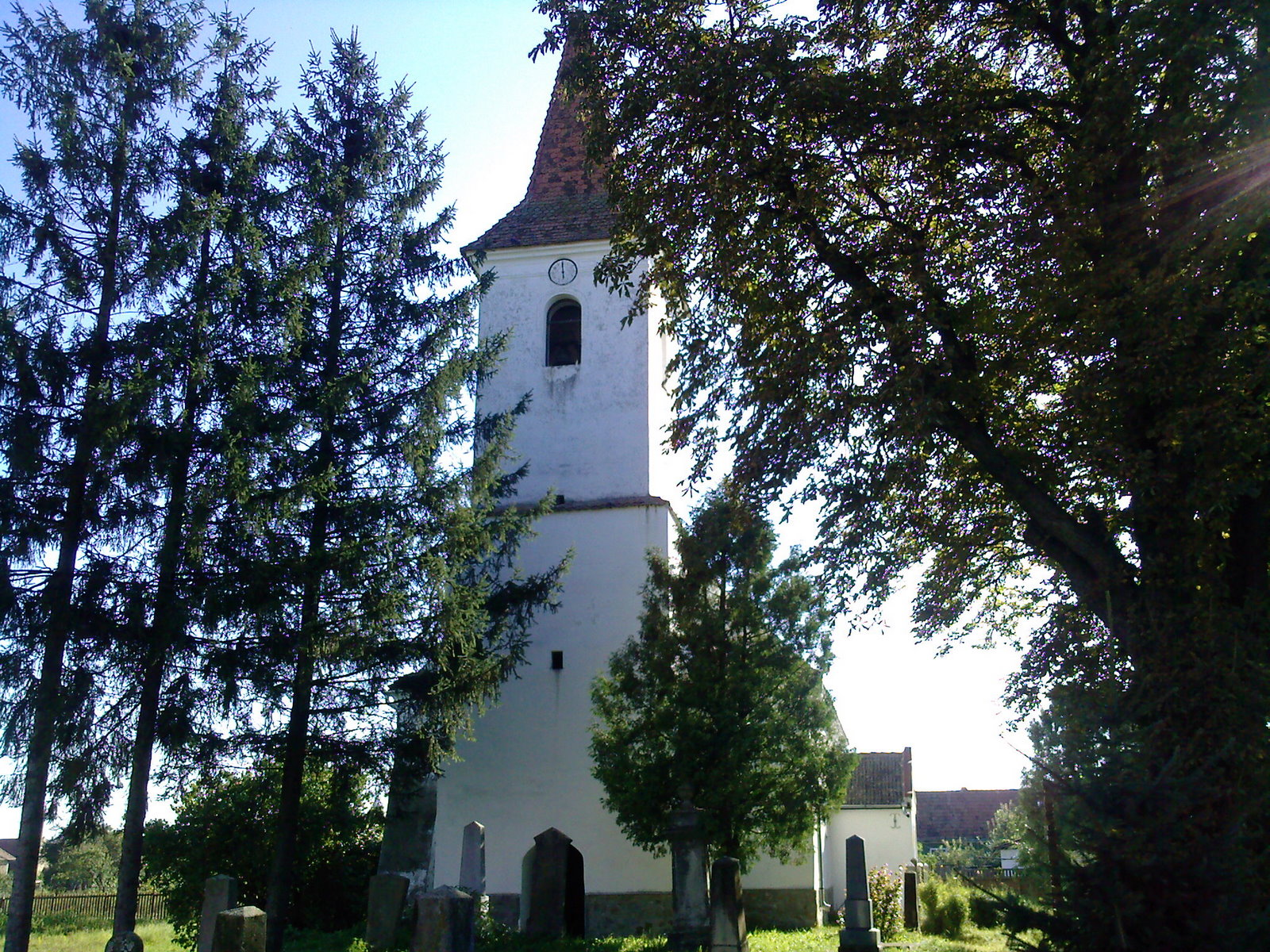
Reformierte Kirche

## Städtepartnerschaften
Chichiș pflegt Partnerschaften mit den ungarischen Orten Bucsa im Komitat Békés und Olaszfalu im Komitat Veszprém.